# Motyw muzyczny
Motyw muzyczny – przewodni, najbardziej rozpoznawalny utwór muzyczny z filmu, programu telewizyjnego czy gry komputerowej, kojarzony z daną produkcją. Zwykle jest tworzony specjalnie na potrzeby filmu, choć nie jest to reguła. Motyw muzyczny często towarzyszy czołówce lub napisom końcowym. Pierwsze motywy muzyczne pojawiły się już zaraz po powstaniu radia.
Motywy muzyczne są używane, by wprowadzić widza w nastrój i wskazać mu jaki będzie charakter danego filmu lub programu. Obecnie większość filmów i programów posiada własny motyw muzyczny.

## Przykłady
Do najbardziej rozpoznawalnych motywów muzycznych należą między innymi:

### Film
| - 2001: Odyseja kosmiczna – Also sprach Zarathustra - Dobry, zły i brzydki – The Good, the Bad and the Ugly - Doktor No – James Bond Theme - Gliniarz z Beverly Hills – Axel F - Gwiezdne wojny – Star Wars (Main Theme) - Kill Bill – Battle Without Honor or Humanity | - Piraci z Karaibów – He's a Pirate - Pulp Fiction – Misirlou - Rocky – Gona Fly Now - Różowa Pantera – The Pink Panther Theme - Titanic – My Heart Will Go On |

### Telewizja
| - Mission: Impossible – Theme from Mission: Impossible - Simpsonowie – The Simpsons Theme - Z Archiwum X – The X-Files |

### Gry
| - Mortal Kombat – „Mortal Kombat (Techno-Syndrome 7” Mix) - Super Mario Bros. – Super Mario Bros. theme - Tetris – Korobeiniki |